# 지부티 요리

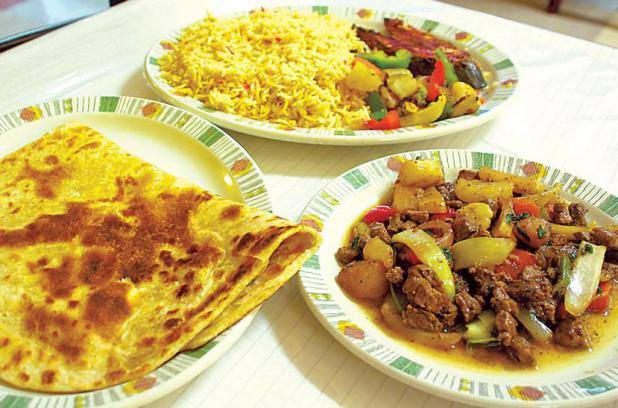
스쿠데카리스, 생선, 간, 채소, 팬케이크

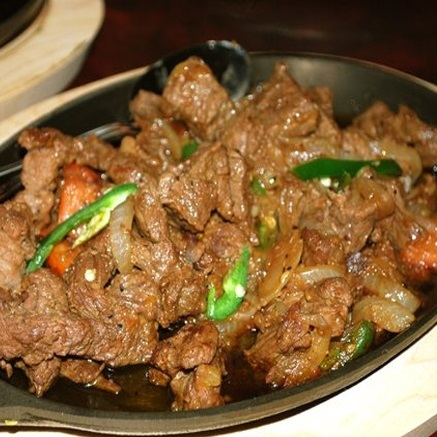
단봉낙타고기 요리의 일종인 팁스(Tibs)

지부티 요리(Djibouti 料理, 프랑스어: cuisine djiboutienne 퀴진 지부시엔[*], 아랍어: مطبخ جيبوتي 마트바크 지부티이[*])는 동아프리카에 있는 지부티의 요리이다. 소말리아 요리, 예멘 요리 및 프랑스 요리가 혼합된 것으로 남부 아시아 요리의 영향을 더 받는다. 현지 음식은 일반적으로 사프란에서 계피에 이르는 많은 중동 향신료를 사용하여 준비된다. 구운 생선은 반쯤 열리고 종종 탄도리 방식의 오븐에서 조리된다.

## 같이 보기
- 아랍 요리
- 아프리카 요리